# Galbula
Galbula és un gènere d'ocells de la família dels galbúlids (Galbulidae). Aquest gènere està format per 11 espècies:
- jacamar becgroc (Galbula albirostris).
- jacamar de capell porpra (Galbula chalcocephala).
- jacamar violaci (Galbula chalcothorax).
- jacamar de capell blau (Galbula cyanescens).
- jacamar carablau (Galbula cyanicollis).
- jacamar cuallarg (Galbula dea).
- jacamar cuaverd (Galbula galbula).
- jacamar bronzat (Galbula leucogastra).
- jacamar de coure (Galbula pastazae).
- jacamar cua-roig (Galbula ruficauda).
- jacamar de barbeta blanca (Galbula tombacea).